# Federico Barrera Fuentes
Federico Barrera Fuentes (* 23. April 1913 in Saltillo, Coahuila; † 28. Februar 2004) war ein mexikanischer Botschafter und Journalist.

## Leben
1950 gründete Federico Barrera Fuentes in Monterrey eine Tageszeitung mit dem Namen ABC. Federico Barrera Fuentes war ein bemerkenswert linientreues Mitglied er Partido Revolucionario Institucional und saß für diese auch im Parlament.

## Veröffentlichungen
- Memorias de un reportero, en Excélsior, México, seis partes, del 5-XII-1984 al 18-VI-1985

| Vorgänger                          | Amt                                                                       | Nachfolger                     |
| ---------------------------------- | ------------------------------------------------------------------------- | ------------------------------ |
| Francisco Espartaco García Estrada | Mexikanischer Botschafter in Manila 16. Juli 1969 bis 8. März 1971        | Pablo Padilla Ramírez          |
| Delfín Sánchez Juárez              | Mexikanischer Botschafter in Guatemala 29. März 1971 bis 17. Februar 1977 | Emilio Calderón Puig           |
| Jaime Jiménez Muñoz                | Mexikanischer Botschafter in Bogotá 1. April 1977 bis 30. Juni 1979       | Ricardo Francisco Galán Méndez |